# 1500 Jyväskylä
Jyväskylä (asteróide 1500) é um asteróide da cintura principal, a 1,8147915 UA. Possui uma excentricidade de 0,190578 e um período orbital de 1 226,21 dias (3,36 anos).
Jyväskylä tem uma velocidade orbital média de 19,8914701 km/s e uma inclinação de 7,44355º.
Esse asteróide foi descoberto em 16 de Outubro de 1938 por Yrjö Väisälä.